# فرنسيس فيليب قالبرايث
فرنسيس فيليب قالبرايث هو رئيس تحرير صحيفة كندي، ولد في 14 ديسمبر 1896 في جيلف في كندا، وتوفي في 16 مايو 1970 في رد دير في كندا.